# Герб комуни Геганес
Герб комуни Геганес (швед. Höganäs kommunvapen) — символ шведської адміністративно-територіальної одиниці місцевого самоврядування комуни Геганес. 

## Історія
Герб було розроблено для міста Геганес, але з повністю червоними смолоскипами. Отримав королівське затвердження 1937 року.    
Після адміністративно-територіальної реформи, проведеної в Швеції на початку 1970-х років, муніципальні герби стали використовуватися лишень комунами. Цей герб був 1971 року перебраний для нової комуни Геганес.
Герб комуни офіційно зареєстровано 1979 року.
Герби давніших адміністративних утворень, що увійшли до складу комуни, більше не використовуються.

Герб ландскомуни Бруннбю (1957–1970)
Герб міста Геганес (1937–1970)

## Опис (блазон)
У срібному полі червоний якір, лапи якого обабіч накладено на чорні смолоскипи з червоним вогняним полум’ям.

## Зміст
Смолоскипи символізують гірничий видобуток корисних копалин. Якір використовувався місцевим вугільним підприємством як фірмовий знак.     